# Suite pour une frise
Albums de Martial Solal
Jazz à Gaveau
(1962) At Newport '63
(1963)
Suite pour une frise est un album du pianiste de jazz français Martial Solal publié en 1962 chez Pathé-Marconi.
Pour Alain Tercinet, « la Suite pour une frise compte parmi les grandes réussites d’un trio arrivé au sommet de son art ».

## Historique
Avec sa Suite en ré bémol pour quartette de jazz, Martial Solal cherchait déjà à inventer des formes ambitieuses pour petite formation. La commande d'une œuvre pour l'inauguration de la frise en aluchromie de Raf Cleeremans sur l'immeuble A.G. de l'architecte J.L. Hendrickx van den Bosch rue aux Fleurs à Bruxelles est l'occasion d'écrire une Suite pour une frise répondant à ses ambitions. Elle est jouée avec Guy Pedersen et Daniel Humair le 19 juin 1962 au Martini Club à Bruxelles, en présence du premier ministre belge.
La Suite paraît en 45 tours en 1962 chez Pathé-Marconi ainsi que sur l'album At Newport en 1963 avec Teddy Kotick et Paul Motian, qui l'ont jouée après deux jours de répétition alors qu'ils lisaient mal la musique. Le public américain est peu réceptif, préférant entendre des standards.
En 1969, la Suite est jouée par Solal et les deux contrebassistes Guy Pedersen et Gilbert Rovère au Théâtre des Amandiers de Nanterre.
L'œuvre gagne en longueur au fil des versions : 10 minutes en 1962, 12 en 1963 et 13 en 1968.

## Description de l'œuvre
Solal cherche à composer des thèmes aux structures inhabituelles. Comme sur la Suite en ré bémol, il enchaine différents motifs et différents tempos.